# ويليام ريجنالد هال
السير ويليام ريجينالد هول الحاصل على وسام القديس ميخائيل والقديس جرجس ووسام باث (28 يونيو1870- 22 أكتوبر 1943)؛ يُعرف أيضاً باسم بلينكر هول. كان المدير البريطاني للمخابرات البحرية بين عامي 1914 و1919. وكان مسؤولاً إلى جانب السير ألفريد إوين عن إنشاء عملية تحليل الشفرات في البحرية الملكية في مبنى الغرفة 40، حيث فُككت شفرة برقية زيمرمان؛ الأمر الذي كان عاملاً رئيسياً في دخول الولايات المتحدة الأمريكية في الحرب العالمية الأولى.

## مسيرته في البحرية الملكية
قرر هول اتخاذ مهنة بالبحرية عندما أخذه والده برحلة بحرية على متن السفينة ه.م.س. فلامينغو؛ انضم هول إلى سفينة التدريب ه.م.س. بريتانيا في عام 1884 ثم عُيّن بعد عامين في الطراد المدرع نورثهامبتون. نُقل هول بعد ذلك بعام واحد إلى السفينة الحربية المدرعة بيليريفون، والتي كانت جزءاً من محطة أمريكا الشمالية. أصبح لاحقاً ملازمًا مساعداً في الخدمة. عُيّن هول بعد حصوله على رتبة ملازم في محطة الصين حيث خدم في سفينة القيادة، الطراد المدرعة إمبيريوز.
عُيّن هول على متن الطراد المدرع ناتال بعد وفاة قبطانه، ف.س. أوغيلفي؛ وعلى الرغم من حصول أوغيلفي على سمعة كبيرة لسفينته التي حطّمت جميع الأرقام القياسية في سلاح المدفعية، استطاع هول الوصول إلى مكانة أوغيلفي والحفاظ على ثقة الطاقم وتحسين سجل سلاح المدفعية في العام التالي. تدهورت صحة هول تحت ضغط الخدمة البحرية المستمرة، مما اضطره إلى طلب تعيينه في مكان آخر بعيداً عن السفن الحربية.

## مدير أقسام الاستخبارات
قطع ريجينالد مسيرته المهنية البحرية بسبب سوء حالته الصحية، فعينته الأميرالية البريطانية مديراً لقسم الاستخبارات في أكتوبر 1914، ليحل محل الكابتن هنري أوليفر. وفقاً لأوليفر، كتبت زوجة هول إليه نيابة عن زوجها طالبةً منه أن يحل هول محله في قسم الاستخبارات. شغل هول منصب مدير قسم الاستخبارات حتى يناير 1919، عندما تقاعد من الخدمة الفعلية. اتضح أن موعد تقاعده كان مثالياً، فقد كان هول مسؤولاً عن بناء منظمة الاستخبارات البحرية خلال الحرب، بالإضافة إلى أنه دعم الجهود الرامية لتحليل الشفرات والاعتراض اللاسلكي. قدم هول أيضاً معلومات استخباراتية جيدة للأسطول، مما جعل هيئة الاستخبارات القومية وكالة الاستخبارات البريطانية البارزة خلال الحرب. شجع هول التعاون مع منظمات الاستخبارات البريطانية الأخرى، مثل المكتب الخامس (تحت إشراف فيرنون كيل) وجهاز الاستخبارات البريطاني (تحت إشراف مانسفيلد سميث- كمينغ) والفرع الخاص لسكوتلاند يارد (تحت إشراف باسيل تومسون).

### جزيرة أيرلندا

#### ثورة عيد الفصح
بفضل الاعتراضات اللاسلكية من الغرفة 40، قدم هول دوراً فعالاً في اعتراض برج م.ه.س بلوبيل للسفينة البخارية >>أود<< في 21 أبريل 1916، والتي كانت تحمل أسلحة ألمانية إلى جزيرة إيرلندا.
في صباح ذلك اليوم، قُبض على السير روجر كاسمينت -الذي نظم شحنة الأسلحة- في خليج ترالي بعد إنزاله من قارب ألماني. علم هول بثورة عيد الفصح في دبلن، لكنه رفض الكشف عن مصادره، ولذلك شُكّك في مصداقية المعلومات عن هذه الثورة بعد وصولها للحكومة. قام هول باستجواب كاسمينت؛ ومع هذا، رفض المدعو كاسمينت تقديم طلب علني لإلغاء الانتفاضة.

#### المؤامرة الألمانية
قُطعت حركة البيانات المعترَضة بين مفوضية الولايات المتحدة الأمريكية في ألمانيا وبرلين -والتي اعتُبرت وقتها مصدر رئيسي للمخابرات البريطانية- عندما قطعت الولايات المتحدة العلاقات الدبلوماسية مع ألمانيا؛ فاستخدم رؤساء المخابرات بما في ذلك الأدميرال هول معلومات أقل موثوقية، مثل السكان الموالين المهووسين بالتجسس في جزيرة أيرلندا.

تم تفسير الاعتقالات الجماعية لنشطاء شين فين، عقب اكتشاف المؤامرة الألمانية المزيفة في جزيرة أيرلندا كما يلي:
مثال صارخ على التلاعب الواضح بالمخابرات من أجل حث السلطات الأيرلندية على اتخاذ إجراءات أكثر قوة... عندما لم تتمكن الحكومة البريطانية من تقديم أدلة مقنعة على >>المؤامرة الألمانية<<، خلصت إيرلندا القومية إلى أنه تم اختراع هذه الثورة كعقاب على هزيمة التجنيد.
كان الرأي العام الأيرلندي خاطئاً في هذا التحليل. فبناءً على المعلومات الاستخباراتية الخاطئة المتاحة لهم، اعتقد الوزراء البريطانيون أن هذا التهديد حقيقي بالفعل<<.

### الاستخبارات الألمانية المضادة
أدت أيضاً عمليات تحليل الشفرات في الغرفة 40، إلى القبض على الكابتن فرانز فون رينتيلين، وهو ضابط مخابرات في البحرية الألمانية، قصف السفن والمصانع بالذخيرة الحارقة في الولايات المتحدة المحايدة.
في عام 1917، قُلّد هول بوسام الشمس المشرقة، الذي يمثل ثاني أعلى رتبة من بين الرتب الثمانية المرتبطة بالجائزة. رُقي هول في نفس العام إلى عميد بحري.
أصبح فارساً في عام 1918 ورقّي إلى لواء بحري في عام 1922 وإلى أدميرال في عام 1926.

## المسيرة السياسية
خدم هول بعد تقاعده بين عامي 1919 و1923 كعضو في البرلمان تابع لحزب المحافظين البريطاني عن ليفربول دربي الغربية، ثم عن إيسبورن بين عامي1925 و1929. أسس هول بصفته عضواً في البرلمان في عام 1919 مع مجموعة من الصناعيين مجموعة للتصدي للأعمال التخريبية ضد المشاريع الحرة والمعروفة باسم >>ناشيونال بروباغندا<<، والتي أعيدت تسميتها فيما بعد لتصبح الرابطة الاقتصادية.
حتى في مجلس العموم، قيل بأن فوز حزب المحافظين في تلك السنة ناتج عن ارتباط هول بقضية برقية زينوفييف في عام 1924.
سافر هول في عشرينيات وثلاثينيات القرن الماضي في أنحاء الولايات المتحدة من أجل إلقاء محاضرات حول مسائل جمع المعلومات الاستخبارية. على الرغم عدم ملاءمة هول للعودة إلى الخدمة الفعلية عند اندلاع الحرب العالمية الثانية بسبب تقدمه بالعمر، لكنه خدم في الحرس الوطني البريطاني حتى وفاته.
على الرغم من تقاعده من الخدمة العسكرية في حياته السياسية، لاحق جهاز الشرطة الاشتراكي الوطني هول في أواخر الثلاثينيات من القرن الماضي واعتبره من أكثر الأشخاص المطلوبين للعدالة.
في أوائل عام 1940، أضاف المكتب الأمني الرئيسي في الرايخ في برلين (مقر جهاز المخابرات التابع لجهاز الأمن الخاص) اسمه إلى الكتاب الأسود، وهو قائمة بالأشخاص المقيمين في المملكة المتحدة والذين تعتبرهم القيادة النازية و/ أو جهاز المخابرات التابع لها ذوي أهمية خاصة أو (من وجهة نظرهم) خطيرين، ولهذا السبب تعتبر فرق العمل الخاصة في قوات الأمن الخاصة تعقبهم وإلقاء القبض عليهم أولوية عالية.
وصف سفير الولايات المتحدة لدى محكمة سانت جيمس في وولتر هول بأنه حالة واضحة من العبقرية، في حين وصفه الملحق الأمريكي إدوارد بيل بأنه شخص مذهل تماماً ولكنه أكثر رجل غير مبال على الإطلاق- قد يأكل قلب رجل ما ومن ثم يسلمه إياه.
عُرف هول باسم بلينكر بسبب رعشة الوجه المزمنة التي عانى منها، والتي أصابته في واحدة من عينيه «كوميض مشابه لمصباح الإشارة البحرية». عزت ابنته هذا الداء إلى سوء التغذية في مرحلة الطفولة. (فقد التحق بمدرسة عسكرية داخلية حيث كان على الأولاد أن يحصلوا على طعامهم من خلال سرقة اللفت من المزارع المجاورة). واليوم يُعتقد أنه قد تكون هذه الرعشة عرضاً لحالة خفيفة من خلل الأداء التنموي.

## التكريم والجوائز
- حصل على وسام القديس ميخائيل والقديس جرجس.
- حصل على وسام باث.
- حصل على وسام الشمس المشرقة (اليابان).
- الرائد البحري الحاصل على وسام القديس موريس والقديس لازاروس (إيطاليا).
- الرائد البحري الحاصل على وسام جوقة الشرف.
- حصل على وسام الخدمة المتميزة.[10]